# İbrahim Gökçek
İbrahim Gökçek est un musicien du groupe folk révolutionnaire turc Grup Yorum. Né le 30 septembre 1980 à Kayseri, il meurt le 7 mai 2020 après une grève de la faim de 323 jours.

## Biographie
İbrahim Gökçek, né en 1980 à Kayseri, est bassiste dans le groupe révolutionnaire turc Grup Yorum. Il est marié à Sultan Gökçek, une autre membre de Grup Yorum, détenue en 2020 à la prison de Silivri.
Il est arrêté le 1er mai 2019 et inculpé de « création et direction d'une organisation ». En juin, il rejoint la grève de la faim engagée par d'autres membres de Grup Yorum : ceux-ci revendiquent que le gouvernement turc mette fin à la répression contre le groupe, libère ses membres emprisonnés et leur permette de donner des concerts. Le 4 janvier 2020, Helin Bölek et lui annoncent leur décision de prolonger leur jeûne jusqu'à la mort. Le 14, le parquet requiert l'emprisonnement à perpétuité contre Ibrahim Gökçek. Libéré malgré tout en février 2020, il s'installe avec Helin Bölek dans une maison à Küçükarmutlu à Istanbul pour y poursuivre leur grève de la faim. 
Le 5 mai 2020, il recommence à s'alimenter — les principaux partis d'opposition lui ont promis de se mobiliser — et est transféré dans un hôpital. Il meurt le 7 mai 2020.
Le lendemain, la police arrête ou disperse aux gaz lacrymogènes les participants à une cérémonie à sa mémoire dans un cemevi du quartier de Sultangazi, et saisit son cercueil. Il est finalement inhumé dans le cimetière de Kayseri,, au cours d'une cérémonie qui donne lieu à de nouvelles échauffourées avec la police. 
Des membres du Parti d'action nationaliste (MHP) manifestent et menacent de déterrer Ibrahim Gökçek et de brûler sa dépouille, au motif qu'ils le considèrent comme un terroriste. Ces manifestations ont poussé le MHP à fermer les bureaux des Loups gris pendant un certain temps et à licencier son président local.